# フワイタレーン駅
フワイタレーン駅（フワイタレーンえき、タイ語: สถานีรถไฟห้วยแถลง ）は、タイ王国東北部ナコーンラーチャシーマー県フワイタレーン郡にある、タイ国有鉄道東北線・南線の駅である。

## 概要
フワイタレーン駅は、タイ王国東北部ナコーンラーチャシーマー県の人口7万6千人が暮らすチャッカラート郡に位置する。駅の正面側は北向きである。
二等駅でありクルンテープ駅（バンコク）より325.65km地点に位置し、急行列車利用で5時間30分程度である。1日に20本（10往復）の列車が発着しその内訳は、急行2往復、快速4往復、普通4往復である。　

## 歴史
タイ最初の官営鉄道であるクルンテープ駅（バンコク）-アユタヤ駅間が1897年3月26日に開業した。1900年12月21日に当初の計画のナコンラチャシーマまで開通し、そのしばらく後にウボンラーチャターニーまで路線を延長する事になり、1925年4月1日に当駅を含むブリーラム駅まで開通した。
- 1900年12月21日 【開業】パークチョン駅 - ナコンラチャシーマ駅 (83.72km)
- 1922年5月1日 【開業】ナコンラチャシーマ駅 - ターチャーン駅 (21.75km)
- 1925年4月1日 【開業】ターチャーン駅 - ブリーラム駅 (90.62km)

## 駅構造
単式ホーム1面1線をもつ地上駅であり、駅舎はホームに面している